# Hésingue
Hésingue je občina v departmaju Haut-Rhin francoske regije Alzacija.
Leta 1990 je v občini živelo 1 713 oseb oz. 187 oseb/km².